# 대통령배 전국축구대회
대통령배 전국축구대회는 아마추어 성인 축구의 최강 클럽을 가리는 대회로 매년 상반기에 개최되었으며 1952년 시작되어 똑같은 이름으로 유지되고 있는 몇 안 되는 전통의 축구대회였으나 2009년 대회를 끝으로 폐지되었다.

## 연도별 우승 클럽
| 횟수 | 연도 | 우승                     | 준우승                 | 결승전 결과                       | 비고 |
| ---- | ---- | ------------------------ | ---------------------- | --------------------------------- | --- |
| 1    | 1952 | 육군 특무대 (CIC)        | 조선방직               | 미상                              | |
| 2    | 1953 | 육군 특무대 (CIC)        | 조선방직               | 미상                              | |
| 3    | 1954 | 육군 첩보대 (HID)        | 조선방직               | 4-1                               | 1950년대에는 군 소속 각 축구단들이 특무대는 서울, 첩보대는 인천 이렇게 각 도시 대표 축구팀으로 출전하며 지역명을 달고 출전하였다. |
| 4    | 1955 | 해병대                   | 육군 병참단            | 2-1                               | |
| 5    | 1956 | 육군 특무대 (CIC)        | 육군 병참단            | 미상                              | |
| 6    | 1957 | 육군 특무대 (CIC)        | 육군 헌병감실          | 2-0                               | |
| 7    | 1958 | 결과 미상                | 결과 미상              | 결과 미상                         | |
| 8    | 1959 | 육군 특무대 (CIC)        | 해병대                 |                                   | |
|      | 1960 | 대회 취소                | 대회 취소              | 대회 취소                         | |
| 9    | 1961 | 육군 방첩대 (CIC)        | 연세대학교             | 기권승                            | 연세대가 결승전을 포기하여 특무대가 기권승으로 우승하였다. 1960년 육군 특무부대가 육군 방첩부대로 부대명을 변경하였다.            |
| 10   | 1962 | 한국전력                 | 대한중석               | 1-0                               | 1962년도 대회는 제16회 전국축구선수권대회 겸 제10회 대통령배 전국축구대회 이렇게 한 대회에 두가지 공동 타이틀을 걸고 개최되었다.  |
| 11   | 1963 | 제일모직                 | 서울시경               | 2-0                               | |
| 12   | 1964 | 대한석탄공사             | 한국전력               | 3-2                               | 1964년도 대회는 제18회 전국축구선수권대회 겸 제12회 대통령배 전국축구대회 이렇게 한 대회에 두가지 공동 타이틀을 걸고 개최되었다.  |
| 13   | 1965 | 대한중석                 | 병참단                 | 1-0                               | 대한중석, 병참단, 한전, 고려대 4개팀이 결승리그를 진행하였으며 대한중석이 2승 1무로 1위, 병참단이 1승 1무 1패로 2위를 기록하였다. |
| 14   | 1966 | 대한중석                 | 서울시경               | 4-0                               | |
| 15   | 1967 | 제일모직                 | 한국전력               | 2-1                               | |
| 16   | 1968 | 양지                     | 제일모직               | 2-2 1차 재경기 0-0 2차 재경기 1-0 | |
| 17   | 1969 | 해병대                   | 연세대학교             | 2-0                               | |
| 18   | 1970 | 상업은행                 | 해병대                 | 1-0                               | |
| 19   | 1971 | 육군                     | 해병대                 | 2-0                               | |
| 20   | 1972 | 주택은행                 | 산업은행               | 1-0                               | |
| 21   | 1973 | 국민은행                 | 상업은행               | 2-0                               | |
| 22   | 1974 | 포항제철                 | 성균관대학교           | 2-1                               | |
| 23   | 1975 | 육군                     | 한양대학교             | 1-0                               | |
| 24   | 1976 | 자동차보험               | 고려대학교             | 1-0                               | |
| 25   | 1977 | 한양대학교               | 기업은행               | 2-1                               | |
| 26   | 1978 | 경희대학교               | 해군                   | 1-0                               | |
| 27   | 1979 | 해군                     | 고려대학교             | 2-1                               | |
| 28   | 1980 | 연세대학교               | 육군 충의              | 2-0                               | |
| 29   | 1981 | 기업은행                 | 대우                   | 2-0                               | |
| 30   | 1982 | 고려대학교               | 국민은행               | 3-1                               | |
| 31   | 1983 | 국민은행                 | 명지대학교             | 2-1                               | |
| 32   | 1984 | 명지대학교               | 상무                   | 3-2                               | |
| 33   | 1985 | 서울신탁은행             | 성균관대학교           | 1-0                               | |
| 34   | 1986 | 국민은행                 | 상업은행               | 1-1 PSO 4-1                       | |
| 35   | 1987 | 명지대학교               | 국민은행               | 2-1                               | |
| 36   | 1988 | 할렐루야                 | 국민은행               | 0-0 PSO 6-5                       | |
| 37   | 1989 | 연세대                   | 포항제철 아마          | 4-1                               | |
| 38   | 1990 | 국민은행                 | 현대 2군               | 1-0                               | |
| 39   | 1991 | 영남대학교               | 국민은행               | 3-2                               | |
| 40   | 1992 | 주택은행                 | 한일은행               | 1-0                               | |
| 41   | 1993 | 주택은행                 | 한국전력               | 2-1                               | |
| 42   | 1994 | 이랜드                   | 할렐루야               | 1-1 PSO 4-2                       | |
| 43   | 1995 | 국민은행                 | 주택은행               | 1-1 PSO 4-2                       | |
| 44   | 1996 | 주택은행                 | 영남대학교             | 2-0                               | |
| 45   | 1997 | 주택은행                 | 연세대학교             | 2-1                               | |
| 46   | 1998 | 주택은행                 | 한일생명               | 1-1 PSO 8-7                       | |
| 47   | 1999 | 천안 일화 천마 2군       | 전북 현대 다이노스 2군 | 4-0                               | |
| 48   | 2000 | 고려대학교               | 경희대학교             | 1-0                               | |
| 49   | 2001 | 경희대학교               | 울산대학교             | 2-0                               | |
| 50   | 2002 | 홍익대학교               | 할렐루야               | 1-0                               | |
| 51   | 2003 | 국민은행                 | 경찰                   | 4-2                               | |
| 52   | 2004 | 수원시청                 | 한국철도               | 1-0                               | |
| 53   | 2005 | 울산 현대미포조선 돌고래 | 고양 국민은행          | 2-1                               | |
| 54   | 2006 | 김포 할렐루야            | 부산교통공사           | 2-1                               | |
| 55   | 2007 | 수원시청                 | 건국대학교             | 0-0 PSO 6-5                       | |
| 56   | 2008 | 울산 현대미포조선 돌고래 | 고양 국민은행          | 1-0                               | |
| 57   | 2009 | 강릉시청                 | 천안시청               | 1-0                               | |

## 참가한 아마추어 클럽
2009년 기준으로 K3리그와 대학팀을 제외한 아마추어 구단이다.
현대오토넷 축구단
재일대한 축구단
전남경찰청 축구단
MDUHL스포츠 축구단
삼성광주전자 축구단

## 같이 보기
- FA컵
- 전조선축구대회
- 전국축구선수권대회
- K리그 클래식
- K리그
- K리그 컵
- 슈퍼컵
- 내셔널리그
- 챌린저스리그
- 대한축구협회